# Лукинская (Вельский район)
Лукинская — деревня в Вельском районе Архангельской области. Входит в состав Муравьёвского сельского поселения (муниципальное образование «Муравьёвское») и занимает второе место по численности населения после деревни Горка Муравьёвская.

## Географическое положение
Деревня расположена на левом берегу реки Вель, притока реки Вага. Через её территорию пролегает маршрут федеральной автомобильной дороги М8 «Холмогоры» (ул. Шоссейная). Деревня расположена вплотную к административному центру Муравьёвского сельского поселения, деревне Вороновская. Расстояние до железнодорожной станции в городе Вельск — 3,2 км по прямой, или 3,8 км пути на автотранспорте.

## Население
| 2002 | 2010  | 2012  | 2014  |
| ---- | ----- | ----- | ----- |
| 945  | ↗1028 | ↗1040 | ↗1062 |

Численность населения деревни, по данным Всероссийской переписи населения 2010 года, составляла 1028 человек. 
| Население                            | на 1 января 2010 года |
| ------------------------------------ | --------------------- |
| В возрасте до 16 лет                 | 214                   |
| Трудовые ресурсы (из них работающих) | 599 (413)             |
| Пенсионеры                           | 238                   |
| Всего                                | 1051                  |
| Прибыло / выбыло (за год)            | 73 / 56               |
| Родилось / умерло (за год)           | 12 / 8                |

## История
Указана в «Списке населённых мест по сведениям 1859 года» в составе Вельского уезда(1-го стана) Вологодской губернии под номером «2208» как «Лукинское (Верхнее Заборовье)». Насчитывала 10 дворов, 35 жителей мужского пола и 27 женского.
В материалах оценочно-статистического исследования земель Вельского уезда упомянуто, что в 1900 году в административном отношении деревня входила в состав Вознесенского сельского общества Устьвельской волости. На момент переписи в селении Заборье Верхнее(Лукинское) находилось 18 хозяйств, в которых проживало 54 жителя мужского пола и 47 женского.

## Инфраструктура
Жилищный фонд деревни составляет 19,4 тыс. м². Предприятия, расположенные на территории деревни (со среднесписочной численностью работников) на 1 января 2010 года:
- ОАО "Вельскмелиорация» (44);
- ОАО «Вельское мостовое управление» (76);
- ОАО «МРСК Северо-Запада Архэнерго» (?);
- ОАО «Архангельское дорожное управление» (?);
- ОАГУ «Архобллес» (?).

В деревне имеются следующие улицы:
- ул. Алексеевская;
- ул. Воскресенская;
- ул. Зеленая;
- ул. Луговая;
- ул. Надежды;
- ул. Новостроек;
- ул. Покровская;
- ул. Радужная;
- ул. Сергеевская;
- ул. Техническая;
- ул. Шоссейная.